# Climat de la Vendée

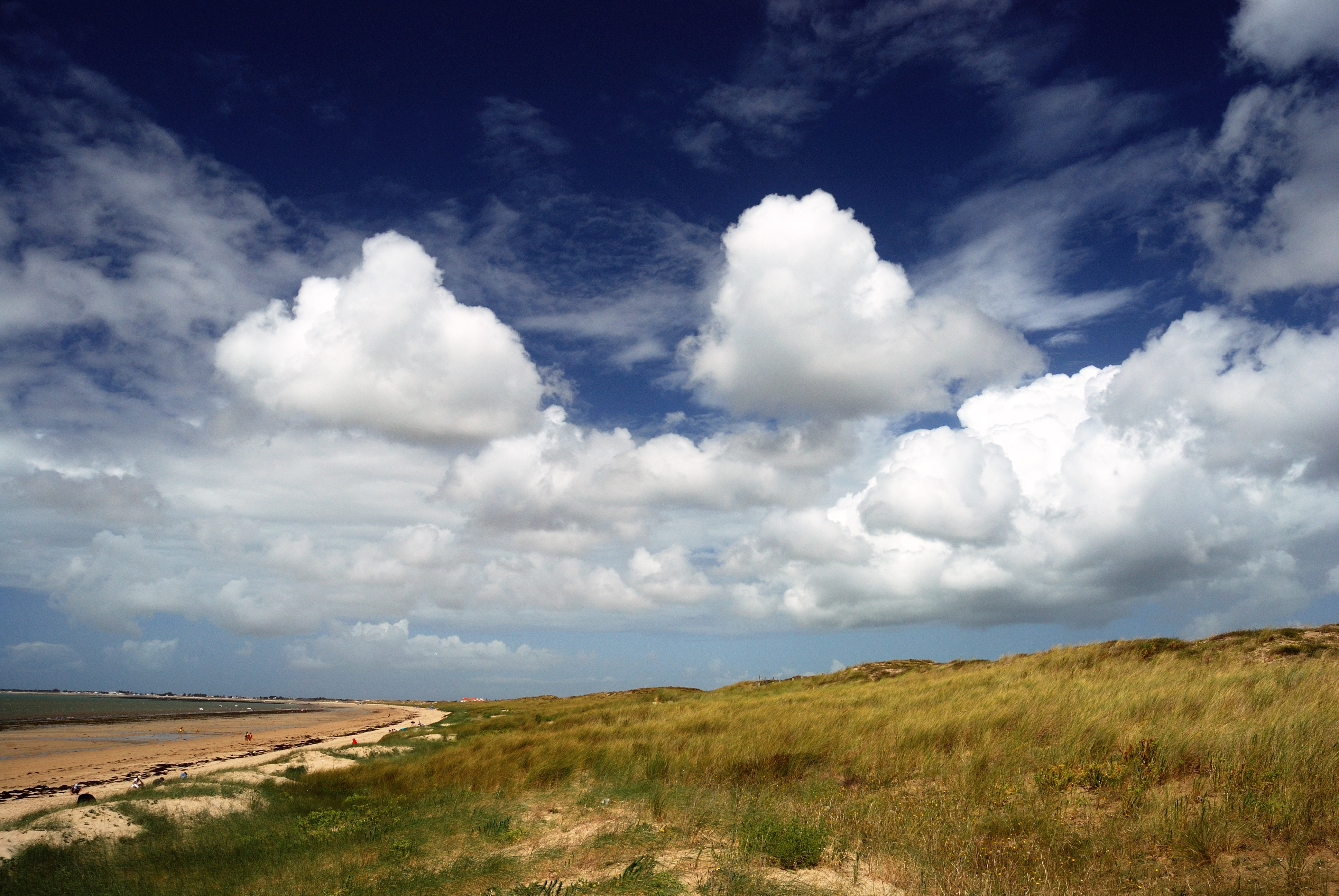
Paysage côtier à Saint-Jean-de-Monts en Vendée.

Le climat de la Vendée est de type océanique.

## Généralités
L'influence de l'océan Atlantique sur les villes comme les Sables-d'Olonne, Saint-Gilles-Croix-de-Vie et sur l'île de Noirmoutier permet d'avoir en toutes saisons un climat doux. La Vendée constitue un espace de transition entre le climat océanique de type aquitain, au sud et le climat océanique de type breton, au nord.

## L'hiver

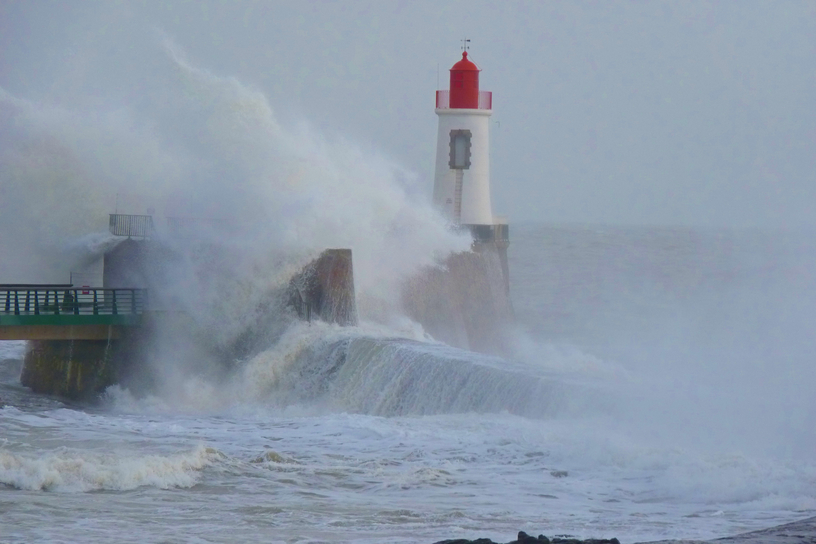
Tempête aux Sables-d'Olonne

La côte vendéenne est particulièrement sèche, la pluviométrie étant inférieure à l'intérieur des terres. Il n'est pas rare d'y observer l'hiver quelques tempêtes. À noter que la Vendée est l'un des départements à avoir subi les deux tempêtes de fin 1999.
Dès lors que l'on s'enfonce dans les terres, le climat devient un peu plus rude. Ainsi, les gelées sont plus fréquentes à La Roche-sur-Yon. 
En revanche, le taux d'enneigement est l'un des plus faibles de France (moins de deux jours/an).
La région du nord-est vendéen possède un relief plus prononcé (Mont Mercure, Mont des Alouettes, etc.) et possède donc un hiver plus froid que le reste du département.

## L'été
Près des côtes, les étés sont relativement frais et secs même s'il est possible d'y observer des températures supérieures à 30 °C. Dans les terres (au-delà de 5 km des côtes), les températures maximales sont plus élevées, notamment dans le sud du département (plaine et marais), qui subit l'influence du climat aquitain. Les grands foyers orageux caractéristiques du sud-ouest ne touchent que la limite sud du département.
En ce qui concerne l'ensoleillement, l'ouest de la Vendée (Les Sables-d'Olonne) compte une durée annuelle d'ensoleillement de plus de 2 100 heures.

## Ensoleillement
Durant la décennie 1993/2002, la durée annuelle d'ensoleillement a été d'environ 1 700 heures pour La Roche-sur-Yon et monte à plus de 2 100 heures sur les côtes des Sables d’Olonne jusqu'à Noirmoutier,. C'est pour cela aussi que la côte vendéenne est surnommée "la côte de lumière" du fait de son bon ensoleillement.

## Données
Le tableau suivant compare le climat de La Roche-sur-Yon avec quelques villes symboliques :
| Ville            | Ensoleillement (h/an)- 1991/2000 | Pluie (mm/an) - 1971/2000 |
| ---------------- | -------------------------------- | ------------------------- |
| Paris            | 1630                             | 650                       |
| Nice             | 2668                             | 803                       |
| Strasbourg       | 1633                             | 631                       |
| Brest            | 1492                             | 1145                      |
| La Roche-sur-Yon | 1756                             | 884,3                     |

Le tableau ci-dessous indique les moyennes relevées à la station « La Roche-sur-Yon - Les Ajoncs » depuis 1971.
| Mois                                  | jan.       | fév.       | mars       | avril     | mai       | juin      | jui.      | août      | sep.      | oct.      | nov.      | déc.      | année |
| ------------------------------------- | ---------- | ---------- | ---------- | --------- | --------- | --------- | --------- | --------- | --------- | --------- | --------- | --------- | ----- |
| Température minimale moyenne (°C)     | 2,4        | 2,5        | 3,5        | 5,1       | 8,8       | 11,3      | 13,5      | 13,1      | 11,1      | 8,5       | 4,8       | 3,2       | 7,4   |
| Température maximale moyenne (°C)     | 8,1        | 9,8        | 12,1       | 14,3      | 18,6      | 22        | 24,7      | 24,8      | 22        | 17,2      | 11,8      | 9,1       | 16,2  |
| Record de froid (°C) date du record   | −14,9 1985 | −15,4 1986 | −10,3 2005 | −4,1 1996 | −0,3 1995 | 2,8 2006  | 7,2 1996  | 5,1 1986  | 3 2002    | −4,5 1997 | −7,1 1988 | −9,5 1996 |       |
| Record de chaleur (°C) date du record | 15,6 2007  | 20,6 1998  | 24,1 2005  | 28,1 2005 | 30,7 2001 | 38,8 2019 | 36,6 2006 | 38,7 2003 | 33,7 2005 | 28,4 1997 | 19,7 1988 | 18,7 2000 |       |
| Ensoleillement (h)                    | 73         | 99         | 147        | 154       | 196       | 210       | 229       | 231       | 171       | 116       | 75        | 54        | 1 756 |
| Précipitations (mm)                   | 94,4       | 77,4       | 54,1       | 76,4      | 51,1      | 49        | 45,3      | 40        | 85,2      | 102,2     | 110,5     | 98,7      | 884,3 |
| Nombre de jours avec précipitations   | 12         | 11         | 10         | 10        | 11        | 8         | 7         | 6         | 9         | 12        | 12        | 14        | 122   |

Les records de température maximale et minimale sur La Roche-sur-Yon sont respectivement de 38,8 °C le 28 juin 2019 et de -15,4 °C le 10 février 1986. Des vents à 140 km/h ont été enregistrés le 27 décembre 1999 et 64,8 mm de précipitations sont tombés dans la seule journée du 6 juillet 2001. La Roche-sur-Yon connaît 143 jours avec faible ensoleillement et 57 jours avec fort ensoleillement.